# Yana Toboso
Yana Toboso (Japans: 枢 やな Toboso Yana) (Warabi, 24 januari 1984) is een Japanse mangaka. Haar werk valt in het shōnen-genre. Ze is vooral bekend om haar serie Black Butler.
Toboso debuteerde in 2005-6 met de korte manga Ruth Blaster, over de vriendschap tussen een mens en een vampier die dezelfde school bezoeken. Het verhaal omvat slechts zes hoofdstukken en werd in één bundel uitgegeven.
Hoewel Ruth Blaster niet bijzonder goed ontvangen werd, ging ze daarna door met Black Butler (Japans: 黒執事 Kuroshitsuji). Deze serie draait om een jeugdige lord, Ciel Phantomhive, die sterk afhankelijk is van zijn demonische butler Sebastian. De manga zit vol duistere, gotische elementen en speelt in het Victoriaanse Engeland, hoewel de dynamische tijdlijn daar vaak bewust van afwijkt. Het verhaal sloeg vrijwel direct in brede kring aan. Met 34 miljoen verkochte exemplaren (op een totaal van 32 bundels (stand begin februari 2024)) is het een van de best verkopende manga uit de eenentwintigste eeuw. De serie is intussen ook als anime verfilmd (tussen 2008 en 2010).
Toboso was verder als hoofdontwikkelaar betrokken bij de game Disney Twisted-Wonderland, die in 2020 in samenwerking met het Japanse Disneyland uitkwam.
Toboso woont en werkt in Yokohama.